# Ōtomo no Kuronushi
Ōtomo no Kuronushi (大友黒主; ... – ...) è stato un poeta giapponese waka del periodo Heian.
Era uno dei Rokkasen (sei migliori poeti waka), l'unico dei "Sei Saggi della Poesia" le cui poesie non sono state selezionate per Ogura Hyakunin Isshu.

## Biografia
Era originario del villaggio di Otomo, contea di Shiga, provincia di Ōmi. Divenne il bettō (capo sacerdote) per i rituali del Tempio Onjo-ji durante l'era Jōgan. Il suo nome, Ōtomo, è talvolta scritto con i caratteri 大伴 anziché 大友, tuttavia, sembra non avere alcuna parentela con il clan Ōtomo.

## Poesia
Undici delle sue poesie sono state raccolte in antologie imperiali, di cui quattro nel Kokinwakashū.
Le sue poesie suggeriscono una forte influenza dettata dai suoi stretti legami con le terre di Ōmi e Shiga. Secondo il Mumyōshō (無名抄, un saggio sulla poesia tanka scritto da Kamo no Chōmei), Kuronushi ascese allo status di dio e fu consacrato come un dio "Myojin" nella contea di Shiga di Ōmi. In un resoconto, è indicato come Otomo-no-Suguri-Kuronushi menzionato nel bollettino ministeriale dell'866 (Jogan 8). Ōtomo-no-Suguri è un clan con sede nel villaggio di Ōtomo nella provincia di Shiga del dominio di Ōmi.